# Diademodontidae
Los diademodóntidos (Diademodontidae) son una familia extinta de terápsidos cinodontes del Triásico. El género mejor conocido es Diademodon encontrado en Sudáfrica. Titanogomphodon encontrado en Namibia podría ser un miembro de la familia Diademodontidae. Los géneros Hazhenia y Ordosiodon encontrados en China estaban incluidos en esta familia, aunque recientemente han sido identificados como terocéfalos de la familia Baurioidea. Restos fósiles de diademodóntidos se han descubierto en la Formación Fremouw en la Antártida datada en el periodo Triásico Inferior.